# Jerrod Carmichael
Rothaniel Jerrod Carmichael (nascido em 6 de abril de 1987) é um comediante, ator, escritor e cineasta americano. Ele lançou três especiais de comédia stand-up na HBO: Love at the Store (2014), 8 (2017) e Rothaniel (2022). Ele também co-criou, co-escreveu, produziu e estrelou a sitcom semi-autobiográfica da NBC The Carmichael Show (2015–2017). Carmichael dirigiu, produziu e estrelou On the Count of Three (2021). Em 2022, ele ganhou o Primetime Emmy Award por escrever Rothaniel e foi indicado como apresentador convidado do Saturday Night Live naquele mesmo ano.

## Juventude
Jerrod Carmichael nasceu em Winston-Salem, Carolina do Norte, em 6 de abril de 1987. Ele tem um irmão mais velho chamado Joe. Jerrod cresceu pobre, o que é um tema frequente em sua comédia stand-up. Na quinta série, ele apresentou um noticiário matinal no canal de acesso local de sua escola primária. Em 2005, ele se formou na Robert B. Glenn High School em Kernersville, Carolina do Norte. Suas primeiras influências cômicas foram George Carlin, Bill Cosby, Richard Pryor e Sinbad.

## Carreira
Carmichael mudou-se para Los Angeles aos 20 anos para perseguir seu sonho de ser um comediante stand-up, embora nunca tivesse feito comédia. Sua primeira vez fazendo stand-up foi em uma noite de microfone aberto na The Comedy Store em West Hollywood. Subindo nos clubes, ele apareceu no showcase "New Faces" no Festival Just for Laughs de 2011 em Montreal. Ele apareceu no programa The Goodwin Games (2013)  e teve seu papel de destaque como ator no filme Neighbours em 2014. Seu primeiro especial de comédia stand-up da HBO, Love at the Store (2014), foi dirigido pelo cineasta Spike Lee e filmado na The Comedy Store.
O segundo especial de comédia stand-up de Carmichael, 8 (2017), foi dirigido pelo comediante Bo Burnham e filmado na Grand Lodge Room do Masonic Hall de Nova Iorque. Em seguida, Carmichael co-criou, co-escreveu, produziu e estrelou o seriado semibiográfico da NBC The Carmichael Show (2015–2017), que foi bem recebido e foi notável por ir além ao abordar tópicos, incluindo o movimento Black Lives Matter, questões LGBT, direitos de armas, política e a realidade de ser negro na América. Ele também atuou como produtor executivo da sitcom da Fox Rel (2018–2019) e dirigiu o especial de comédia stand-up de Drew Michael, Drew Michael, em 2018, que foi aclamado por seu estilo incomum. Michael fala diretamente para a câmera em uma sala escura sem plateia; há também cenas dele em graus variados de confronto com uma mulher não identificada interpretada pela atriz inglesa Suki Waterhouse.
Carmichael fez uma aparição no quinto álbum de Tyler, the Creator, Igor, em 2019, narrando o álbum usando frases curtas para encontrar lógica no estado de espírito do personagem-título Igor. No mesmo ano, ele foi contratado por Quentin Tarantino para co-escrever uma adaptação cinematográfica baseada na série de quadrinhos crossover Django/Zorro. Ele criou, dirigiu, produziu e estrelou os documentários da HBO Home Videos (2019) e Sermon on the Mount (2019), que são autobiográficos. Ele dirigiu e estrelou a comédia de suspense On the Count of Three em 2021. Seu terceiro especial da HBO, Rothaniel (2022), também foi dirigido por Burnham. Dois dias após o lançamento de Rothaniel, Carmichael apresentou o Saturday Night Live pela primeira vez.
Carmichael foi o apresentador do Globo de Ouro de 2023.

## Vida pessoal
Carmichael mora na cidade de Nova Iorque. Ele discutiu seus relacionamentos com homens e mulheres durante sua série de documentários Home Videos (2019). Ele se assumiu gay em seu especial de comédia Rothaniel (2022).

## Filmografia

### Cinema
| Ano  | Título                           | Personagem            | Notas                     |
| ---- | -------------------------------- | --------------------- | ------------------------- |
| 2014 | Neighbors                        | Garfield "Garf" Slade |                           |
| 2015 | The Meddler                      | Freddy                |                           |
| 2016 | Neighbors 2: Sorority Rising     | Garfield "Garf" Slade |                           |
| 2017 | The Disaster Artist              | Ator amigo            |                           |
| 2017 | Transformers: O Último Cavaleiro | Jimmy                 |                           |
| 2017 | Ferdinand                        | Paco                  | Voz                       |
| 2018 | Mid90s                           | Segurança             |                           |
| 2021 | On the Count of Three            | Val                   | Também diretor e produtor |
| 2023 | Poor Things                      | Harry Astley          |                           |

### Televisão
| Ano       | Título                     | Creditado como | Creditado como | Creditado como | Creditado como | Creditado como | Personagem            | Notas                                                  |
| Ano       | Título                     | Ator           | Diretor        | Escritor       | Criador        | Produtor       | Personagem            | Notas                                                  |
| --------- | -------------------------- | -------------- | -------------- | -------------- | -------------- | -------------- | --------------------- | ------------------------------------------------------ |
| 2013      | The Goodwin Games          | Sim            |                |                |                |                | Elijah                | 3 episódios                                            |
| 2013      | Comedy Bang! Bang!         | Sim            |                |                |                |                | Cara pegadinha        | Episódio: "Zoe Saldana Wears a Tan Blouse & Glasses"   |
| 2013      | Axe Cop                    | Sim            |                |                |                |                | Cara                  | Voz, episódio: "Babysitting Uni-Baby"                  |
| 2014      | Love at the Store          | Sim            |                | Sim            | Sim            |                | Ele mesmo             | Especial de comédia stand-up                           |
| 2014–2015 | Lucas Bros. Moving Co.     | Sim            |                |                |                |                | Jerrod                | Voz, 14 episódios                                      |
| 2015–2017 | The Carmichael Show        | Sim            |                | Sim            | Sim            | Sim            | Jerrod Carmichael     | 32 episódios                                           |
| 2016      | The Chris Gethard Show     | Sim            |                |                |                |                | Ele mesmo             | Episódio: "Family Dinner"                              |
| 2017      | 8                          | Sim            |                | Sim            | Sim            |                | Ele mesmo             | Especial de comédia stand-up                           |
| 2018      | Drew Michael: Drew Michael |                | Sim            |                | Sim            |                |                       | Especial de comédia stand-up                           |
| 2018–2019 | Rel                        |                |                |                |                | Sim            |                       | Produtor executivo                                     |
| 2019      | The Shop                   | Sim            |                |                |                |                | Ele mesmo             | Episódio: #2.1                                         |
| 2019      | Ramy                       |                |                |                |                | Sim            |                       |                                                        |
| 2019      | Home Videos                | Sim            | Sim            | Sim            | Sim            | Sim            | Ele mesmo             | Documentário                                           |
| 2019      | Sermon on the Mount        | Sim            | Sim            | Sim            | Sim            | Sim            | Ele mesmo             | Documentário                                           |
| 2022      | Rothaniel                  | Sim            |                | Sim            | Sim            |                | Ele mesmo             | Especial de comédia stand-up                           |
| 2022      | Saturday Night Live        | Sim            |                |                |                |                | Ele mesmo (anfitrião) | Episódio 16 da temporada 47: "Jerrod Carmichael/Gunna" |
| 2023      | Globo de Ouro de 2023      | Sim            |                |                |                |                | Ele mesmo (anfitrião) | Especial de televisão                                  |

### Vídeos musicais
| Ano  | Canção      | Artista | Diretor   | Personagem  |
| ---- | ----------- | ------- | --------- | ----------- |
| 2017 | "Moonlight" | Jay-Z   | Alan Yang | Ross Geller |

## Prêmios e indicações
| Associações                         | Ano  | Categoria                                                        | Nomeações                    | Resultado |
| ----------------------------------- | ---- | ---------------------------------------------------------------- | ---------------------------- | --------- |
| Black Reel Awards para televisão    | 2018 | Melhor ator em série de comédia                                  | The Carmichael Show          | Indicado  |
| Black Reel Awards para televisão    | 2022 | Excelente variedade, talk ou sketch – série ou especial          | Jerrod Carmichael: Rothaniel | Indicado  |
| Critics' Choice Television Awards   | 2023 | Melhor Especial de Comédia                                       | Jerrod Carmichael: Rothaniel | Indicado  |
| Dorian Awards                       | 2022 | Wilde Wit                                                        | —                            | Indicado  |
| Dorian Awards                       | 2022 | Desbravador LGBTQIA+                                             | —                            | Venceu    |
| Gotham Awards                       | 2019 | Série inovadora – formato resumido                               | Ramy                         | Indicado  |
| NAACP Image Awards                  | 2023 | Melhor roteiro em filme ou especial para televisão               | Jerrod Carmichael: Rothaniel | Indicado  |
| Primetime Creative Arts Emmy Awards | 2022 | Melhor ator convidado em série de comédia                        | Saturday Night Live          | Indicado  |
| Primetime Emmy Awards               | 2022 | Melhor roteiro para um especial de variedades                    | Jerrod Carmichael: Rothaniel | Venceu    |
| Sundance Film Festival              | 2021 | Grande Prêmio do Júri – Competição Dramática dos EUA             | On the Count of Three        | Indicado  |
| Writers Guild of America Awards     | 2023 | Melhor roteiro para televisão em especiais de comédia/variedades | Jerrod Carmichael: Rothaniel | Venceu    |